# Charles du Barail
Charles Nicolas François du Barail ou Dubarail, né le 10 juin 1785 à Nancy et mort à Verdun le 26 mars 1843, est un militaire français.
Il a participé aux guerres napoléoniennes à partir de 1806 comme grenadier puis carabinier et avance jusqu'au grade de commandant. À la Restauration, il est rattaché à la garde royale durant sept ans avant de repartir en campagne à partir de 1822. 
Alors qu'il est lieutenant-colonel, il est disgracié après la révolution de juillet 1830 et n'est autorisé à rejoindre l'armée qu'à condition de servir en Algérie, ce qu'il accepte à partir de 1833. Son action durant le siège de Mazagran en février 1840 lui vaut finalement le grade de colonel. Il achève sa carrière comme commandant de la place de Verdun.
Son fils François Charles du Barail a été ministre de la Guerre au début de la IIIe République.
Son rôle durant la bataille de Waterloo fait l'objet de controverses historiques.

## Biographie

### Formation
Charles Nicoles François Dubarail, né le 10 juin 1785 à Nancy, est le fils de Mathieu Joseph Philippine Dubarail, chevalier de l'ordre royal et militaire de Saint-Louis, major pour le Roi à Phalsbourg, et de Claude François Suzanne de Cueillette, comtesse de Bey. Sa famille émigre durant la Révolution française en Autriche, où Charles reçoit une éducation de faible qualité.

### Carrière sous l'Empire
Après une première tentative infructueuse d'engagement dans l'armée napoléonienne en 1805, il rejoint le 14 novembre 1806 la gendarmerie d'ordonnance de la Garde impériale, dont il est fait brigadier le 20 décembre puis maréchal des logis le 15 janvier suivant. À la dissolution de ce corps en juillet 1807, Dubarail est promu sous-lieutenant au 9e régiment de dragons, avec lequel il prend part aux campagnes de Prusse et de Pologne, notamment à la bataille de Friedland.

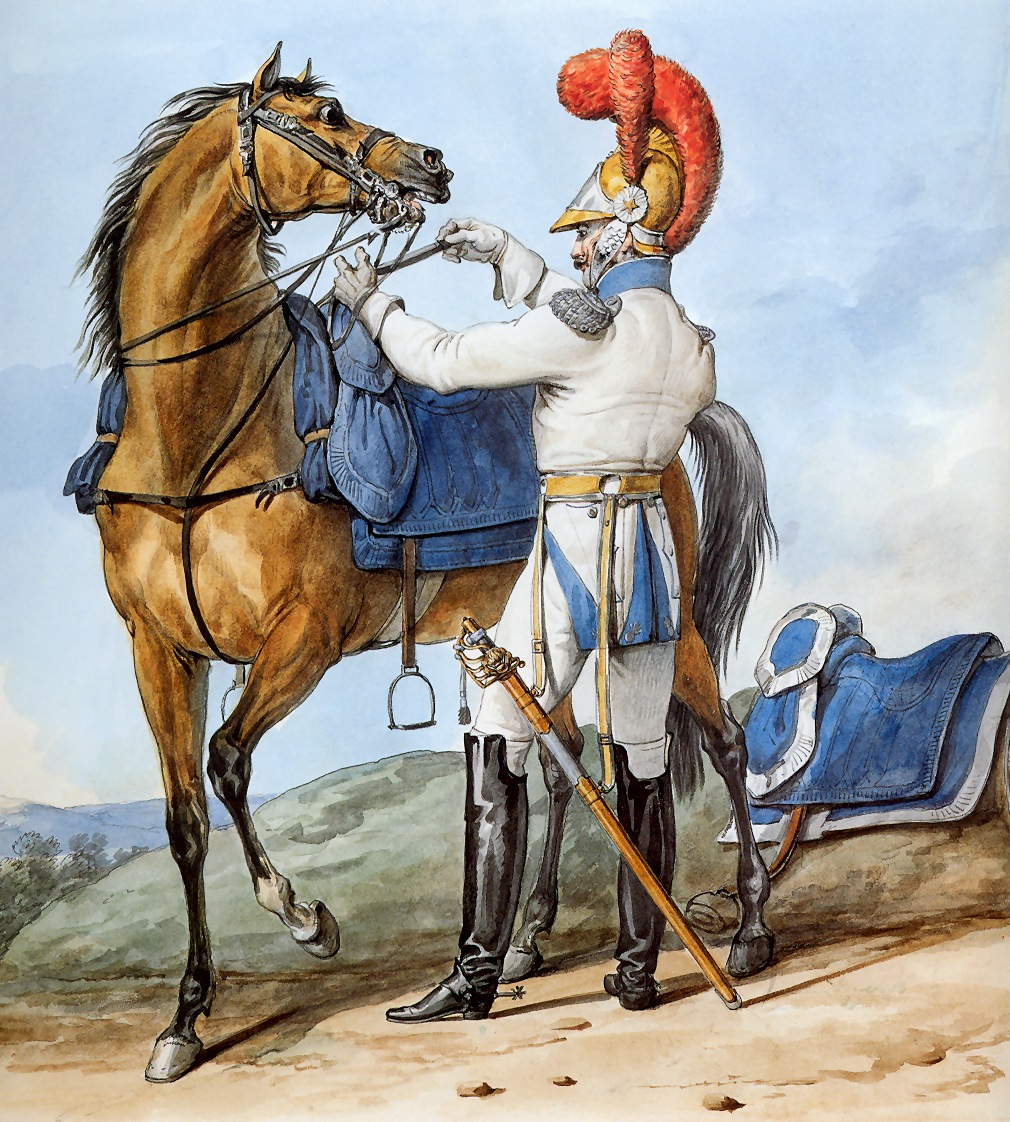
Un cavalier du 2e régiment de carabiniers, auquel appartenait le capitaine Dubarail.

Envoyé à l'école de Versailles pour parfaire sa technique, il en sort comme lieutenant du 2e régiment de carabiniers en mars 1809 et participe à la guerre contre l'Autriche. Blessé à la main le 6 juillet 1809 lors de la bataille de Wagram, il est fait chevalier de la Légion d'honneur le 19 août suivent.
Il est promu adjudant major le 11 juillet 1810, puis capitaine le 31 juillet 1811.
Il combat en Autriche en 1812, en campagne de Russie en 1813, et est blessé à la main gauche le 19 octobre 1813 à la bataille de Leipzig.
Il combat en Saxe en 1814, année où il devient chevalier de l'ordre de Saint-Louis, puis en France et en Belgique en 1815.

### Carrière sous la Restauration
Le 12 octobre 1815, il est breveté chef d'escadron et admis au 1er régiment de grenadiers à cheval de la Garde royale formée le 1er septembre précédent afin de veiller sur la sécurité du roi. Ce régiment est dirigé par le général Auguste de la Rochejaquelein. Durant cette période, il se met à signer « Du Barail » en deux mots et utilise à nouveau « Dubarail » en un seul mot dans les années 1830.
Le 24 août 1820, il est nommé chevalier de la Légion d'honneur.
En 1822, Dubarail quitte la garde royale pour le cinquième régiment de cuirassiers, avec lequel il participe à l'expédition d'Espagne. Il accède au grade de lieutenant-colonel en 1824.
En 1830, il appartient à nouveau au 2e régiment de carabiniers, comme lieutenant-colonel. Lors de la révolution de juillet, le roi Charles X perd le pouvoir au profit de Louis-Philippe Ier de la maison d'Orléans, branche cadette de la maison de Bourbon envers laquelle Dubarail a manifesté son mépris dans les années 1820. Disgracié, Dubarail doit s'exiler de juillet 1830 à août 1831. Appauvri, il sollicite sa réintégration dans l'armée, finalement autorisée en mai 1832. Lieutenant-colonel de cavalerie hors-cadre, il est envoyé à Oran en 1833 et participe durant l'été à la prise de Mostaganem sous les ordres du général Desmichels. 
Selon son fils, Dubarail joue un rôle prépondérant et oublié ; s'estimant non récompensé de ses efforts, il demande son retour en France ; l'administration lui refuse toute charge correspondant à son grade dans un régiment de cavalerie, sinon en Afrique. Poussé par le besoin, il accepte en 1835 une charge de commandement en Algérie. À son arrivée à Oran, dont il pense avoir été nommé commandant, il découvre que son poste est en fait à Mostaganem, position qu'il n'accepte qu'en juillet 1836 après plusieurs mois de recours infructueux. En décembre 1839-janvier 1840, il participe à la fortification de Mazagran, et est l'un des premiers à constater la victoire française lors du siège du fortin début février. Le retentissement métropolitain du siège, malgré sa courte durée et son faible impact, conduit l'État-major à récompenser largement les personnes impliquées ; Dubarail accède au rang de colonel, seize années après sa dernière promotion.
Dubarail quitte Mostaganem en novembre 1840, puis l'Algérie en janvier 1841 en congé de convalescence, et doit insister pour être maintenu dans l'armée active. Le 24 septembre suivant, il est nommé commandant de la place de Verdun et continue à faire l'objet d'un certain ostracisme de la part de la famille royale. Il y meurt le 26 mars 1843 d'un accès de goutte. 

### Vie privée
Charles Dubarail épouse en 1817 Marie Françoise Amélie de Chalandar, également issue d'une famille de militaires,. Ils résident de 1815 à 1830 avenue de Paris, à Versailles. Leur fils François Charles du Barail (1820-1902) fait également une carrière militaire, devenant général de division en 1871 et accédant au ministère des Armées entre 1873 et 1874. Il a un autre fils qui est aussi militaire, mort en février 1840 à ses côtés à Mostaganem.

## Controverses historiques sur la responsabilité de Charles du Barrail dans la bataille de Waterloo
Charles du Barrail est parfois considéré comme l'un des responsables de l'échec de l'attaque de la Vieille Garde et accusé d'avoir trahi en indiquant les plans français aux forces opposées. Son rôle à la bataille de Waterloo fait l'objet de spéculations et des doutes subsistent à cet égard. 
Il est parfois identifié comme le « traître de Waterloo » qui a donné des informations aux Anglais. Les témoignages de l'époque sont contradictoires. Ainsi, certaines sources décrivent le traître comme un cuirassier, tel que le colonel Colborne, tandis que d'autres mentionnent un cavalier hussard. H. Baguenier-Desormaux, historien des guerres de Vendée, affirme qu'il s'agit de Charles du Barrail,. Les carabiniers de l'Empire étant vêtus de blanc, ce qui se remarque de loin sur le champ de bataille, il est étonnant que personne n'ait vu de manière incontestable à quel régiment appartenait le traître, ce qui viendrait réfuter la thèse selon laquelle Du Barail aurait trahi l'Empire. 
Dans ses Souvenirs, son fils, le général Du Barrail, ne fait pas d'allusion au comportement de son père à Waterloo.
Certains récits indiquent que le 18 juin 1815, aux alentours de 18 heures 30, alors que la bataille semblait perdue du côté français[réf. souhaitée], Napoléon, qui gardait un espoir de renverser le cours de l'affrontement, engaga neuf bataillons de la Vieille Garde. Un cavalier français aurait alors traversé les lignes pour prévenir le colonel britannique Colborne du déploiement français. Ces récits indiquent que la trahison du cavalier aurait permis à Wellington de renforcer son centre et ainsi de vaincre la Garde impériale : malgré un début de contre-offensive prometteur[réf. souhaitée], l'élan de la Garde étant brisé net par l'artillerie et les tirailleurs du duc de Wellington.